# 홍술로
홍술로(Hongsul-ro)는 경상북도 의성군 의성읍 원당삼거리 에서 의성군 의성읍 중리회전교차로 잇는 경상북도의 도로이다. 

## 주요 경유지
경상북도
- 의성군 의성읍

## 노선
| 이름              | 접속 노선               | 소재지 | 소재지 | 비고                    |
| ----------------- | ----------------------- | ------ | ------ | ----------------------- |
| 원당삼거리        | 국도 제5호선 (경북대로) | 의성군 | 의성읍 |                         |
| 의성교            |                         | 의성군 | 의성읍 |                         |
| (이름없음)        | 안평의성로              | 의성군 | 의성읍 | 지방도 제912호선과 중복 |
| 북원회전 교차로   | 문소3길 북부길          | 의성군 | 의성읍 | 지방도 제912호선과 중복 |
| 중리회전 교차로   | 충효로                  | 의성군 | 의성읍 |                         |
| 의성길안로와 직결 |                         |        |        |                         |

## 주요 건물 및 시설
- 현대자동차 의성지점 (홍술로 91/원당리 3-8)
- 의성읍사무소 (홍술로 99/원당리 3-9)
- SK에너지 삼거리주유소 (홍술로 133/후죽리 858-101)
- 의성119안전센터 (홍술로 187/중리리 658-32)